# Olalla
Olalla és una població de Terol adscrita al municipi de Calamocha, a la Comunitat Autònoma de l'Aragó. El 2023 tenia una població estimada de 27 habitants.